# Parapleurocrypta
Parapleurocrypta är ett släkte av kräftdjur. Parapleurocrypta ingår i familjen Bopyridae.
Kladogram enligt Catalogue of Life:
| Parapleurocrypta | \| \| Parapleurocrypta alphei \| \| \| \| \| \| Parapleurocrypta digitata \| \| \| \| |
|                  | \| \| Parapleurocrypta alphei \| \| \| \| \| \| Parapleurocrypta digitata \| \| \| \| |
|                  | Parapleurocrypta alphei                                                               |
|                  |                                                                                       |
|                  | Parapleurocrypta digitata                                                             |
|                  |                                                                                       |